# Diàgores de Ialisos
Diàgores (grec antic: Διαγόρας, llatí: Diagoras), fill de Damaget, de la família dels eràtides de Ialisos (Rodes), fou un esportista molt famós a l'antiga Grècia. També els seus fills i nets van ser esportistes que van obtenir diversos triomfs a diversos jocs olímpics.
Era descendent de Damaget, rei de Ialisos, i per part de mare d'Aristòmenes de Messènia. La seva família va perdre el tron cap a l'any 660 aC, però va conservar una gran influència. Diàgores va obtenir dos triomfs en boxa en els jocs olímpics, quatre vegades als jocs ístmics, dos als jocs nemeus, i almenys una vegada als jocs pitis. Portava el títol de περιοδονίκης ('el que guanya corones a les quatre grans festes'). Va obtenir victòries en altres jocs menors com els d'Atenes, Egina, Mègara, Pel·lene i Rodes.
Els seus fills foren Damaget i Acusilau, i de gran els va acompanyar a Olímpia, on van sortir victoriosos i llavors van portar al seu pare per rebre les ovacions i honors. La fama de Diàgores i els seus descendents va ser celebrada per Píndar en una oda, inscrita després en lletres d'or al temple d'Atena a Cnidos. Se'ls van aixecar estàtues a Olímpia i la de Diàgores la va fer l'escultor de Mègara Càl·licles. La seva època es pot determinar amb exactitud, ja que va obtenir les seves victòries a la 79 olimpíada (464 aC). L'oda de Píndar conclou amb pressentiments de desgràcia per a la família dels eràtides, que van succeir després de la mort de Diàgores a causa de la creixent influència d'Atenes.
Aulus Gel·li diu que Diàgores tenia tres fills joves, un que era púgil, un altre practicava el pancraci i el tercer la lluita lliure. Tots tres van vèncer i van ser coronats a les Olimpíades el mateix dia, i quan els nois l'estaven abraçant i li posaven les corones al seu cap, i el poble l'aclamava i li tirava flors, es va morir de l'emoció.